# Dogma 95
Dogma 95 (en danès Dogme 95) va ser un moviment cinematogràfic avantguardista desenvolupat el 1995 pels directors danesos Lars von Trier i Thomas Vinterberg. El moviment es basa en el Manifest del Dogma 95 i el Vot de Castedat, utilitzades com a bases per produir pel·lícules basades simples, sense modificacions en la postproducció, posant èmfasi en el desenvolupament dramàtic. En el seus inicis, va ser creat per reivindicar el poder dels directors cinematogràfics com a artistes, i amb la intenció de tornar a la Nouvelle Vague.
Més endavant, es van unir els directors Kristian Levring i Søren Kragh-Jacobsen, originant el Dogma Brethren. A més, al any 2001 es va unir Lone Scherfig, la primera dona en pertànyer al moviment. Finalment, el moviment va perdre força per algunes imprecisions en el Vot de Castedat. 
El gènere va guanyar popularitat per la seva accessibilitat, plantejant que és possible realitzar pel·lícules de qualitat sense grans pressuposts. Així, molts de los directors que segueixen aquest moviment es basen en subsidis de governs europeus i en el finançament de la televisió local.

## Història
El 1995 Lars Von Trier i un grup de directors, entre ells Thomas Vinterberg i Søren Kragh-Jacobsen, van donar a conèixer un document en el qual plantejaven la necessitat de modificar la forma de realitzar el relat cinematogràfic. Vinterberg va afirmar que aquest document el van escriure en 45 minuts, imitant la redacció de l'assaig Une certaine tendance du cinéma français (1954), de François Truffaut, publicat a la revista francesa Cahiers du Cinéma. Aquest document va resultar ser l'impuls inicial d'un moviment anomenat Dogma 95 (Dogme 95). Els directors en qüestió es comprometien a tractar les seves pel·lícules respectant una sèrie de normes estrictes a partir de les quals buscaven trobar la veritat profunda. Les pel·lícules filmades d'acord amb aquest moviment han de ser filmades en escenaris naturals evitant les escenografies armades en els estudis, amb càmera en mà o a l'espatlla, gravada amb so directe i sense musicalitzacions especials. Totes aquestes especificacions busquen donar a la història un to més realista. Dogma era l'intent més audaç i conspicu de reinventar el cinema des de Jean-Luc Godard.
El moviment es va anunciar el 13 de març de 1995 a París, a la conferència Le cinéma vers son deuxième siècle. En resposta a les crítiques, von Trier i Vintenberg van declarar que ells volien establir un nou repte: "En un negoci de pressupost extremadament alt, ens vam adonar que hem d'equilibrar la dinàmica tant com sigui possible".
Per poder comprendre millor l'evolució del moviment, es pot dividir la seva història en tres èpoques: el llançament del primer manifest i els primers films (1995-1998); l'obertura a influències alienes (1999-2000) i l'autodissolució (2002). La primera de les pel·lícules Dogma (Dogma #1) va ser Festen (1998) de Vintenberg, que va guanyar un Premi de Jurat al Festival Internacional de Cinema de Canes. En el mateix any, von Trier va estrenar Els idiotes, un llargmetratge en què els actors havien de viure i no actuar. Després del llançament d'aquestes pel·lícules, molts més directors van produir llargmetratges basats en els principis de Dogma. El director nord-americà-francès Jean-Marc Barr va ser el primer cineasta no danès en dirigir una pel·lícula Dogma: Lovers (Dogma #5). La següent pel·lícula Dogma, Julien Donkey-Boy també va ser d'un director d'origen no danès: Harmony Korine.
Les pel·lícules Dogma, es caracteritzen per lluir un certificat que atorga l'autenticitat del projecte i d'un nombre de matrícula. Aquest certificat l'expedeix un comitè de jutges que valoren la pel·lícula i s'asseguren compleix amb el vot de castedat. Pel·lícules com El projecte de la bruixa de Blair de Daniel Myrick i Eduardo Sánchez, van ser rebutjades per no complir el vot número 8, ja que en aquest cas es tractava d'una pel·lícula de terror.
Si bé el vot de castedat diu, en el número 9, que el format de les pel·lícules ha de ser en 35 mm, se sap que diversos films com Festen i Idioterne van ser fetes en vídeo. En una entrevista a Lars von Trier el 4 de novembre de 1999, se li preguntà a Trier perquè es denomina a aquestes pel·lícules com a Dogma si estan fetes en vídeo. Lars von Trier contestà que parlant amb Søren Kragh-Jacobsen van arribar a la conclusió que és molt difícil per a un càmera carregar una càmera de 35 mm, i que a més, per una qüestió de pressupost es va decidir gravar en vídeo, adaptant aquesta regla que el format de distribució ha de ser en 35 mm.
Per assolir això, van establir una sèrie de regles que en el seu conjunt s'anomenen vot de castedat. El manifest Dogma, traduït en la seva totalitat, és el següent:

## Manifest Dogma
El contingut del Manifest Dogma és el que segueix:
"DOGME 95 és un col·lectiu de cineastes fundat a Copenhaguen durant la primavera de 1995. DOGME 95 té com a finalitat formal lluitar contra certes tendències del cinema actual. DOGME 95 és un acte de sabotatge! 
El 1960, ja era suficient! El cinema estava mort i demanava la seva resurrecció. El fi era just, però no els mitjans! La nova ona no s'atrevia a ser més que un petit onatge que anava a morir en el riu convertint-se en llot. Els eslògans d'individualisme i llibertat van fer néixer obres durant algun temps, però gens va canviar. L'ona va ser pastura dels més voluntariosos, així com dels directors. Però mai va ser més fort que aquells que l'havien creat. El cinema antiburgès es va fer burgès, ja que havia estat fundat sobre teories que tenien una percepció burgesa de l'art. El concepte de l'autor, nascut del romanticisme burgès, era llavors... fals! Per al DOGME 95 el cinema no és una cosa individual!
Actualment, una tempesta tecnològica està causant furor, el resultat serà la democratització suprema del cinema. Per primera vegada, no importa qui sigui el qui faci les pel·lícules. Però, com més accessibles es fan els mitjans, més important és l'avantguarda. No és una mica accidental pel que l'avantguarda té connotacions tecnològiques. La resposta és la disciplina... hem de posar-los uniformes a les nostres pel·lícules, perquè el cinema individualista serà per definició decadent.
DOGME 95, per a aixecar-se en contra del cinema individualista, presenta una sèrie de regles indiscutibles conegudes com el vot de castedat.
El 1960, el cinema havia estat cosmetitzat fins a la seva mort, per dir-ho així. La tasca suprema dels cineastes en decadència és tornar boig al públic. És això del que estem tan orgullosos? És això el que ens aporten els 100 Anys? Il·lusions per mostrar les emocions? Un ventall de falsedats triades per cada cineasta individualment?
Previsiblement el drama s'ha convertit en el vedell d'or al voltant del qual tots ballem. Fer que la vida interior dels personatges justifiqui l'argument és massa complicat, i no és art autèntic, ja que, anteriorment, mai les pel·lícules artificials i les accions superficials van rebre tota l'atenció. El resultat és estèril. Una tendresa il·lusòria, un amor d'il·lusió.
Per a DOGME 95 una pel·lícula no és una il·lusió!
Actualment, una tempesta tecnològica està causant furor: elevem els cosmètics a Déu. Utilitzant la nova tecnologia, qualsevol en tot moment pot rentar les últimes restes de debò en una abraçada mortal a les sensacions. Les il·lusions són tot el que una pel·lícula pot amagar.
DOGME 95 s'aixeca contra el cinema d'il·lusió, presenta una sèrie de regles indiscutibles conegudes com el vot de castedat.
A més, juro que com a director m'abstindré de tot gust personal! Ja no sóc un artista. Juro que m'abstindré de crear una obra, perquè considero que l'instant és molt més important que la totalitat. El meu fi suprem serà fer que la veritat surti dels meus personatges i del quadre de l'acció. Juro fer això per tots els mitjans possibles i al preu del bon gust i de tota mena de consideracions estètiques.
Així pronuncio el meu vot de castedat.
Copenhaguen, Dilluns 13 de març de 1995. En nom de Dogme 95, 
Lars von Trier - Thomas Vinterberg"

## El vot de Castedat
L'anomenat vot de Castedat és el següent: 
1. El rodatge ha de realitzar-se en exteriors. Accessoris i decorats no poden ser introduïts (si un accessori en concret és necessari per a la història, caldrà triar un dels exteriors en els quals es trobi aquest accessori).
2. El so no ha de ser produït separat de les imatges i viceversa. No es pot utilitzar música, excepte si està present en l'escena en la qual es roda.
3. La càmera ha de sostenir-se amb la mà. Qualsevol moviment -o immobilitat- aconseguit amb la mà estan autoritzats.
4. La pel·lícula ha de ser en color. La il·luminació especial no és acceptada. Si hi ha poca llum l'escena ha de ser tallada o bé es pot muntar només una llum sobre la càmera.
5. Els trucatges i filtres estan prohibits.
6. La pel·lícula no ha de contenir cap acció superficial. Morts, armes, etc., en cap cas.
7. Els canvis temporals i geogràfics estan prohibits. És a dir, que la pel·lícula succeeix aquí i ara.
8. Les pel·lícules de gènere no són vàlides.
9. El format de la pel·lícula ha de ser en 35 mm.
10. El director no ha d'aparèixer als crèdits.

## Usos i abusos
Les normes incloses en el Vot de Castedat s'han trencat des de la primera pel·lícula Dogma, en que Vinterberg va confessar haver cobert una finestra durant la gravació d'una escena, utilitzant "il·luminació especial". Tampoc es va respectar el format acadèmic, sinó que es va utilitzar un format 1:1.37. A Els idiotes, es va utilitzar música de fons (El cigne de Camille Saint-Saëns), i també va trencar amb el format, utilitzant un d'1:1.33.
Des del 2002, els directors ja no necessiten tenir el seu treball verificat per considerar-se com un treball de Dogma 95.

## Crítiques
El cineasta Jesse Richards va criticar el moviment en el seu Manifest Fílmic Remodernista, declarant en relació al punt 10: "La pel·lícula remodernista no és Dogma 95. No tenim una llista de verificació pretensiosa que ha de ser seguida precisament. Aquest manifest ha de ser vist només com un conjunt d'idees i suggeriments l'autor del qual pot ser burlat i insultat al seu gust". El crític fílmic Armond White també va criticar el moviment, afirmant que era "el manifest que va posar més a prop de fer cinema porno amateur". Ell creia que el moviment seria rebutjat com a insignificant pels historiadors de cinema.

## Pel·lícules dogma destacades
1. Festen. Thomas Vinterberg, 1998. Els Klingenfeldt són una família de l'actual alta burgesia danesa, es disposen a la celebració del seixantè aniversari del patriarca, però un fill està disposat a explicar-ho tot. Dinamarca.
2. Idioterne. Lars von Trier, 1998. Als idiotes, provocadora des del seu títol, és una mirada crítica sobre una societat burgesa, un estat de fals benestar impossibilitat per a la veritable felicitat. Dinamarca.
3. Mifunes sidste sang. Søren Kragh-Jacobsen, 1999. Rodat en cinema, més a prop de la comèdia, que parla amb cert humor de la impossibilitat d'escapar dels nostres orígens. Dinamarca.
4. The King Is Alive. Kristian Levring, 2000. Rodada a Àfrica i basada en alguns textos de l'obra El rei Lear i altres de Shakespeare. Dinamarca.
5. Lovers. Jean Marc Barr, 1999. Història d'amor entre dos joves condemnats a separar-se per les lleis d'immigració europees. França.
6. Julien Donkey-Boy. Harmony Korine,1999. El corrent Dogma també ve creuar l'Atlàntic. És la primera pel·lícula amb certificat en la cinematografia nord-americana. EUA.

## Antecedents
- Dziga Vértov amb The Man with the Movie Camera (1929), dedicat a la producció de cinema de fets, evitant l'ús d'escenografía, accessoris i elements de cinema de representació.
- John Cassavettes, que treballava amb amics, poc pressupost, poca il·luminació, històries molt denses, pocs mitjans. A més es va alliberar del trípode a "Faces", 1968.
- Sexe, mentides i cintes de vídeo
- Teatre de Tennessee Williams, teatre de passions reprimides, obscures, ocultes.
- Breaking the Waves: Lars von Trier, 1996, ja s'apuntaven trets que es van consolidar després en el manifest.
- La nouvelle vague. Al final de l'escapada, 1960, Jean-Luc Godard.
- Com abans havia fet el Neorrealisme italià, Dogma va treure la càmera al carrer. Roma, ciutat oberta.
- Alfred Hitchcock va simular a La soga estricte temps real sense muntatge aparent.
- Aprofitar les improvisacions dels actors com ho segueixen fent Ken Loach (Plouen pedres, 1993) i Robert Altman (Vides encreuades, 1993).

## Films sota el Dogma 95
Quan un director aspirant a filmar una pel·lícula Dogma 95 l'ha conclòs, ha de contactar a l'oficina del Dogma 95 (a Dinamarca) per iniciar els tràmits de certificació.

## Figures notables
- Thomas Vinterberg
- Lars von Trier
- Søren Kragh-Jacobsen
- Kristian Levring
- Jean-Marc Barr
- Anthony Dod Mantle
- Paprika Steen
- Harmony Korine
- Susanne Bier
- Richard Martini